# Dorfkirche Proschim

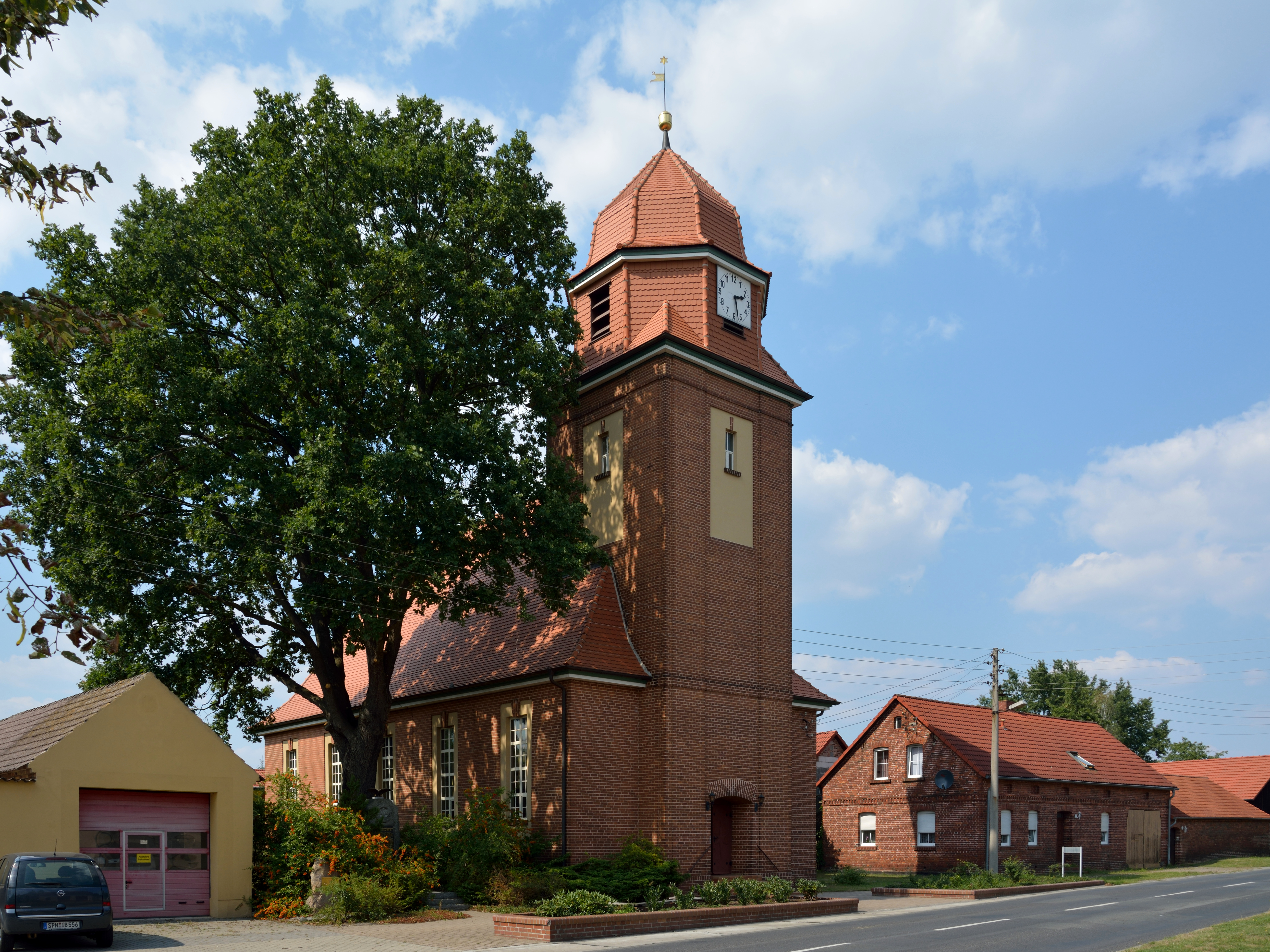
Dorfkirche Proschim

Die Dorfkirche Proschim ist das Kirchengebäude in dem Dorf Proschim im Landkreis Spree-Neiße im Süden des Landes Brandenburg. Das Gebäude gehört der evangelischen Kirchengemeinde Proschim und ist Teil des Kirchenkreises Cottbus in der Evangelischen Kirche Berlin-Brandenburg-schlesische Oberlausitz. Die Kirche steht unter Denkmalschutz.

## Geschichte

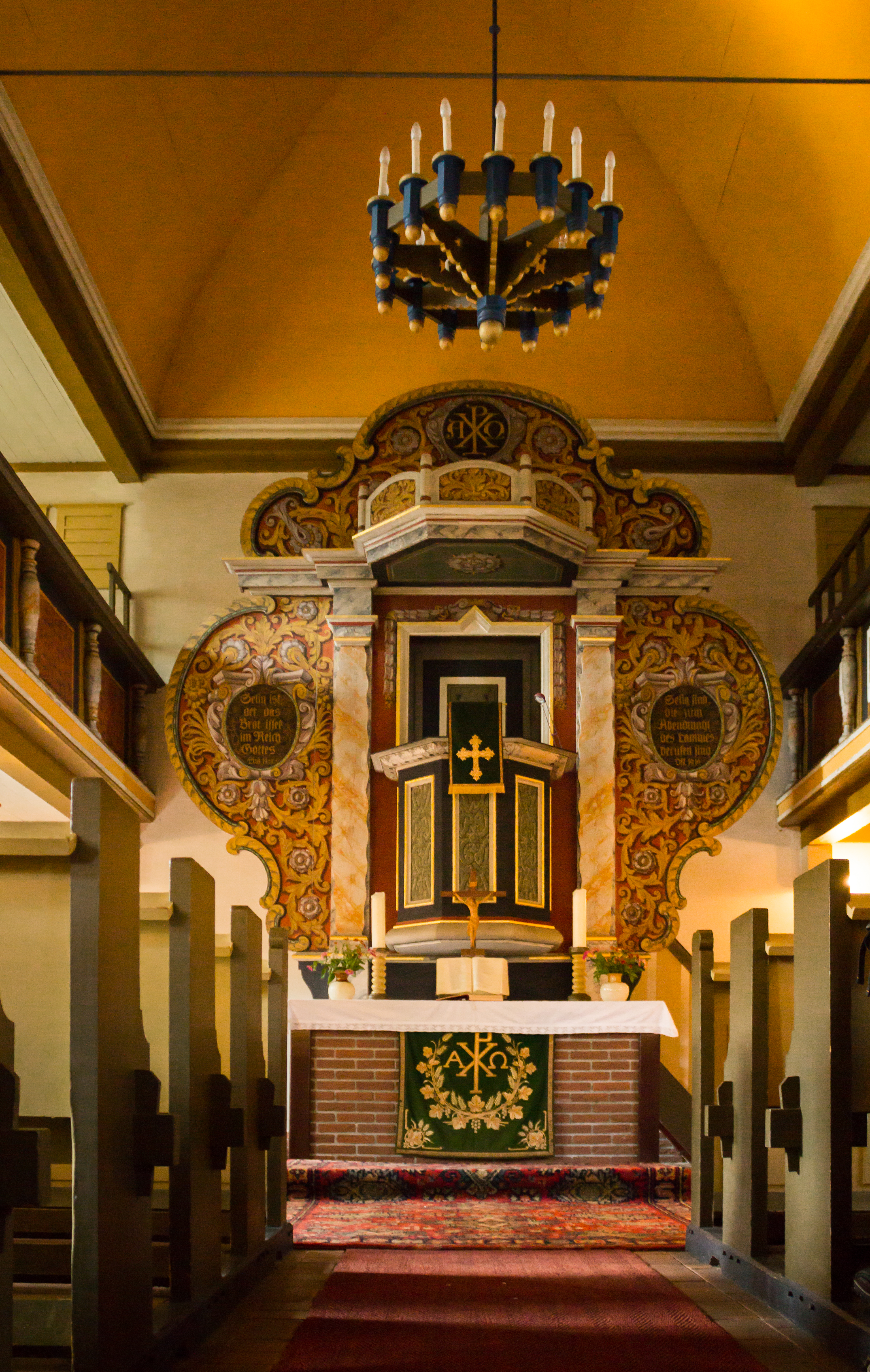
Kanzelaltar der Dorfkirche Proschim

Mit dem Bau der Proschimer Dorfkirche wurde im Jahr 1914 begonnen. Durch den Beginn des Ersten Weltkrieges musste der Bau mehrfach unterbrochen werden, sodass die Kirche erst 1919 fertig gestellt wurde. Sie wurde von dem Architekten Arthur Mäkelt entworfen. Die Dorfkirche Proschim ist ein neubarocker Saalbau aus Backstein mit einem eingezogenen quadratischen Turm. Dieser hat einen achteckigen Oberteil und wird durch eine Schweifhaube abgeschlossen. Der Wetterhahn stammt aus dem Jahr 1915.
Im Inneren der Kirche findet sich ein Tonnengewölbe auf hölzernen Stützen und eine dreiseitige Empore. Auf der Orgelempore befindet sich die Inschrift „Das ist ein köstlich Ding, dem Herren danken u. lobsingen deinem Namen du Höchster“ aus dem Psalm 92. Die Innenausmalung wurde von Robert Sandfort geschaffen. Es ist eine einheitliche Ausstattung aus der Bauzeit vorhanden.
Die Orgel wurde 1919 oder 1928 von dem Orgelbauer Gustav Heinze aus Sorau gebaut. Der Kanzelaltar stammt aus der Bauzeit. 
Vor der Dorfkirche steht ein aus Granit gefertigtes Kriegerdenkmal im Gedenken an die im Ersten Weltkrieg gefallenen Soldaten Proschims. Nach 1945 sowie im Jahr 1978 wurde die Kirche umfassenden Restaurierungsarbeiten unterzogen.
Vor dem Bau der Dorfkirche war Proschim nach Jessen eingepfarrt. Die Kirchengemeinde Proschim gehörte zunächst zum Sprengel Jessen in der Evangelischen Kirche der altpreußischen Union. Nach deren Zerfall ab 1945 gehörte die Gemeinde zur Evangelischen Kirche in Berlin-Brandenburg. Durch die mit der Abbaggerung Jessens in den 1970er Jahren verbundene Auflösung des Sprengels Jessen wurde der Sprengel Proschim gegründet. Bis 1998 gehörte dieser zum Kirchenkreis Spremberg, danach zum Kirchenkreis Senftenberg-Spremberg. Seit dem 1. Januar 2004 ist die Kirchengemeinde Proschim Teil der Evangelischen Kirche Berlin-Brandenburg-schlesische Oberlausitz. Am 1. Januar 2020 wurde der Kirchenkreis Senftenberg-Spremberg aufgelöst, seitdem gehört die Kirchengemeinde Proschim zum Kirchenkreis Cottbus.